# Раса господ
«Раса господ» (нем. Herrenrasse, также «народ господ» — «Herrenvolk» (херренфольк), представители — Herrenmenschen) — псевдонаучная концепция в рамках нацистской расовой теории, согласно которой «арийская раса» считается вершиной «расовой иерархии».
К середине XIX века европейская наука сформулировала идею о «расовой устойчивости», «неравенстве рас», «борьбе рас» и предназначении «белой расы» к господству над прочими. На эти представления повлияли взгляды на раннюю историю Индии, связывавшуюся с приходом светлокожих «арийцев», которые установили господство над местными темнокожими обитателями. Немецкий философ Фридрих Шеллинг заявлял о превосходстве «белой расы», но не мог однозначно сформулировать причину этого: либо она изначально обладала «высшими качествами», либо в ходе истории «цветные расы» перенесли «вырождение». В конце жизни Шеллинг утверждал, что в колониальную эпоху происходил естественный процесс, в ходе которого «высшей (яфетической, прометеевой, кавказоидной) расе» удалось реализовать свою миссию мирового господства, тогда как прочие расы обречены на рабство или вымирание. При этом он считал евреев также «представителями чистого человечества».
По мнению философа Фридриха Ницше, «арийцы» представляют собой прирождённую «расу господ», призванную править другими. Идеалом он считал индийских брахманов, которые чуждались низкорожденных.
Создатели ариософии, оказавшей влияние на идеологию нацизма, австрийские оккультисты Гвидо фон Лист и Йорг Ланц фон Либенфельс, развивали идеи о борьбе между «арийской расой господ» и «расой рабов» и о прародине «арийцев» на утонувшем полярном острове Арктогее.
«Арийцами» назывались древние индоевропейцы, рассматриваемые как отдельная раса, а из современных народов — немцы и родственные им германские народы, которые, согласно нацистской идеологии, являются наиболее «расово чистыми» существующими народами «арийского происхождения».
Нацистский расовый теоретик Ханс Гюнтер утверждал, что «европейская раса» включает пять подтипов: «нордический», средиземноморский, динарский, альпийский и восточно-балтийский. Гюнтер использовал нордицистскую концепцию, согласно которой «нордиды» были высшими представителями расовой иерархии этих пяти подтипов. В своей книге «Расовая наука немецкого народа» (1922) Гюнтер писал, что немцы представлены всеми пятью европейскими подтипами, но подчёркивал их сильное нордическое наследие. Он определял каждый расовый подтип в соответствии с общим физическим обликом и психологическими качествами, включая «расовую душу» — со ссылкой на эмоциональные черты и религиозные убеждения. Он приводил детальную информацию о цвете волос, глаз и кожи, строении лица. Гюнтер предоставил фотографии немцев, идентифицированных как представители «нордического подтипа», из таких мест, как Баден, Штутгарт, Зальцбург и Швабия; а также немцев, которых он идентифицировал как представителей альпийского и средиземноморского подтипа, особенно из Форарльберга, Баварии и Шварцвальда в Бадене. Адольф Гитлер читал «Расовую науку немецкого народа», что повлияло на его расовую политику.
На Гитлера существенно повлиял Альфред Розенберг, и, как считается, многое в «Майн кампф» Гитлера было пересказом его идей. Книга Розенберга «Миф двадцатого века» (1930) была для нацистов второй по важности после «Майн кампф».
Розенберг заявлял о необходимости заново переписать мировую историю, стержень которой он видел в вечной борьбе между расами. Все крупнейшие достижения мировой культуры он относил к людям «нордической крови» и осуждал нынешний упадок германской культуры, которую разрушал либерализм. Розенберг связывал творческий дух с расой и отрицал его наличие у тех, кто происходил от смешанных браков. Розенберг рассматривал расу и народ как органическое единство души (народного духа) и тела, при котором сам образ мышления человека определялся строением его тела. Учение включало понятие «расовой души». Культуре, тесно связанной с народом, также приписывалась расовая мистическая основа, а национальному характеру — неизменность. Эти идеи обосновывали концепцию тоталитарного режима, сознательно ограничивавшего себя одним идеалом, одной политической партией и одним фюрером.
Розенберг разделял популярную в начале XX века гипотезу австрийского инженера Ханса Хёрбигера о смене земных полюсов, и считал, что в далёком прошлом климат северных широт был значительно мягче. Там существовал обширный континент, связываемый им с легендарной Атлантидой, где возникла одарённая раса голубоглазых и белокурых культуртрегеров-«арийцев». После того, как древний континент ушёл под воду, эта раса распространила свою высокую культуру, включая первую письменность, по всему миру, создавая известные древние цивилизации. Богами «арийцев» были златокудрый Аполлон и воинственная Афина Паллада. Примордиальный культурный центр на далёком Севере был центральной идеей мистического Общества Туле, с которым Розенберг был связан в 1919—1920 годах. С этим обществом также были связаны многие другие ключевые фигуры будущей НСДАП. Главным мифом Розенберг считал солнечный миф, который, по его мнению, происходил с далёкого Севера, где сезоны года были ярко выражены и значение солнечного тепла и света осознавалось особенно явственно. Затем, по Розенбергу, азиатские расы перешли в наступление из своих центров в Малой Азии, и последовал упадок «нордической расы», причиной которого было межрасовое смешение, согласно одной из основных идей расизма, порождающее неполноценное выродившееся потомство. Это смешение произошло, потому что «арийцы» ввели демократические порядки — послабления в отношении рабов, эмансипацию женщин, помощь бедноте. «Арийские» небесные боги в его книге выступали против малоазийских земных богов. Упадок «нордической расы» также определяла смена прежних светлых патриархальных богов на привнесённые из Азии образы богинь со змеями.

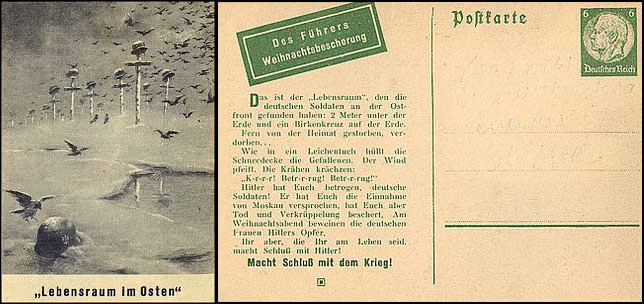
Советская маркированная военно-пропагандистская почтовая карточка, имитирующая немецкую почтовую карточку, декабрь 1941. Открытка изображает заснеженное солдатское кладбище с крестами, немецкими касками на них и надписью: «Lebensraum im Osten» («Жизненное пространство на востоке»)

Славяне, цыгане и евреи были определены как неполноценные в расовом отношении «неарийские» «недочеловеки», по причине чего они считались угрозой для «арийской», или «германской расы господ». Идея нацистов, что славяне являются «низшими неарийцами», была частью планов по созданию «жизненного пространства на Востоке» для немцев и других германских народов в Восточной Европе, инициированных во время Второй мировой войны по «генеральному плану Ост». Миллионы немцев и других германских поселенцев должны были быть перемещены на завоеванные территории Восточной Европы, в то время как десятки миллионов славян предполагалось уничтожить, переселить или обратить в рабство, за исключением небольшого числа местных жителей, которые считались неславянскими потомками германских поселенцев и, таким образом, подходили для германизации.
Высказывания о немцах как о «расе господ» принадлежат, в частности, нацистским чиновникам различного ранга. Так, рейхскомиссар Украины Эрих Кох 5 марта 1943 года заявил:

Мы народ господ и должны жёстко и справедливо править. Я выйму из этой страны всё до последнего. Мы должны осознавать, что самый мелкий немецкий работник расово и биологически в тысячу раз превосходит местное население.